# Południowomałopolski Obszar Chronionego Krajobrazu
Południowomałopolski Obszar Chronionego Krajobrazu – obszar chronionego krajobrazu położony w południowej części województwa małopolskiego.
Obszar został utworzony 1 października 1997 na terenie ówczesnego województwa nowosądeckiego na podstawie Rozp. Nr 27 Woj. Nowosądeckiego z 1.10.1997 r. (Dz. Urz. Woj. Now. z 1997 r. Nr 43/97 poz. 147). Akty normatywne aktualizujące funkcjonowanie obszaru wydawane były w 2006, 2012 i 2013. Zajmuje powierzchnię 364 176 hektarów.

## Położenie
Obejmuje następujące obszary geograficzne: Beskid Makowski, Beskid Niski, Beskid Orawsko-Podhalański, Beskid Sądecki, Beskid Wyspowy, Działy Orawskie, Gorce, Kotlina Orawsko-Podhalańska, Kotlina Rabczańska, Kotlina Sądecka, Pasmo Babiogórskie, Pieniny, Pogórze Ciężkowickie, Pogórze Jasielskie, Pogórze Rożnowskie, Pogórze Spisko-Gubałowskie oraz Rów Podtatrzański.
Tereny wchodzące w skład Południowomałopolskiego Obszar Chronionego Krajobrazu położone są na terenach powiatów gorlickiego, limanowskiego, myślenickiego, nowosądeckiego, nowotarskiego, suskiego i tatrzańskiego.

## Charakterystyka krajobrazu
Obszar stanowi obszar węzłów i korytarzy ekologicznych i jest bezpośrednią otuliną lub dodatkową strefą ochronną dla wybitnej wartości obiektów przyrodniczych. Znajdują się na nim cenne zróżnicowane ekosystemy leśne takie jak ekosystem rzeki Białki, kompleksy torfowisk orawskich czy izolowane skałki Pasa Skalic Nowotarskich i Spiskich.
Na terenie OChK znajdują się następujące obszary chronione w ramach sieci Natura 2000: Babia Góra, Beskid Niski, Biała Tarnowska, Czarna Orawa, Dolina Białki, Gorce, Górny Dunajec, Lubogoszcz, Luboń Wielki, Łabowa, Łąki koło Kasiny Wielkiej, Łososina, Małe Pieniny, Na Policy, Nawojowa, Niedzica, Ochotnica, Ostoja Gorczańska, Ostoja Magurska, Ostoja Popradzka, Ostoje Nietoperzy Beskidu Wyspowego, Ostoje Nietoperzy Okolic Bukowca, Ostoje Nietoperzy Powiatu Gorlickiego, Pasmo Policy, Pieniny, Podkowce w Szczawnicy, Polana Biały Potok, Raba z Mszanką, Środkowy Dunajec z dopływami, Tatry, Torfowiska Orawsko-Nowotarskie, Tylmanowa, Uroczysko Łopień, Wisłoka z dopływami, Źródliska Wisłoki.